# Joseph Tozer
Joseph Tozer (nasceu Joseph Rose Tozer; Birmingham, Warwickshire, em 1881) foi um ator britânico.

## Filmografia selecionada
- The Brass Bottle (1914)
- The Answer (1916)
- The Merchant of Venice (1916)
- Burnt Wings (1916)
- The Old Wives' Tale (1921)
- Gwyneth of the Welsh Hills (1921)
- The Pointing Finger (1922)
- The Greek Interpreter (1922)
- Anna Karenina (1935)